# Club Bàsquet Igualada
El Club Bàsquet Igualada és un club de bàsquet del municipi d'Igualada (Barcelona). Es va fundar el 1980. Actualment té l'equip sènior masculí a Lliga Eba i el femení a Copa Catalunya.
El 1925, el pare Millan (introductor del bàsquet a Espanya) va arribar a Igualada. El 1926 es va jugar el primer partit de bàsquet. El 1942 el Club Natació Igualada, s'organitza i crea un equip,el 1950 comencen a jugar a 2a B catalana. El 1952 pugen a 2a A, i es crea el Juventus OAR que juga a 2a B. El 1953 l'OAR puja a 2a A. El 1953, l'OAR deixa la federació però torna al 1957. Mentrestant apareix el Biosca i es federa a 3a Catalana, pugen de categoria el 1957, i el 1959 es desfà l'equip.
El seu estadi està ubicat al barri de Les Comes.